# Großer Plessower See
Der Große Plessower See ist ein See im Stadtgebiet von Werder/Havel im Landkreis Potsdam-Mittelmark. Der See ist etwa 3,22 km² groß und 5,1 km lang. Seine größte Breite ist 1325 m.

## Geographie

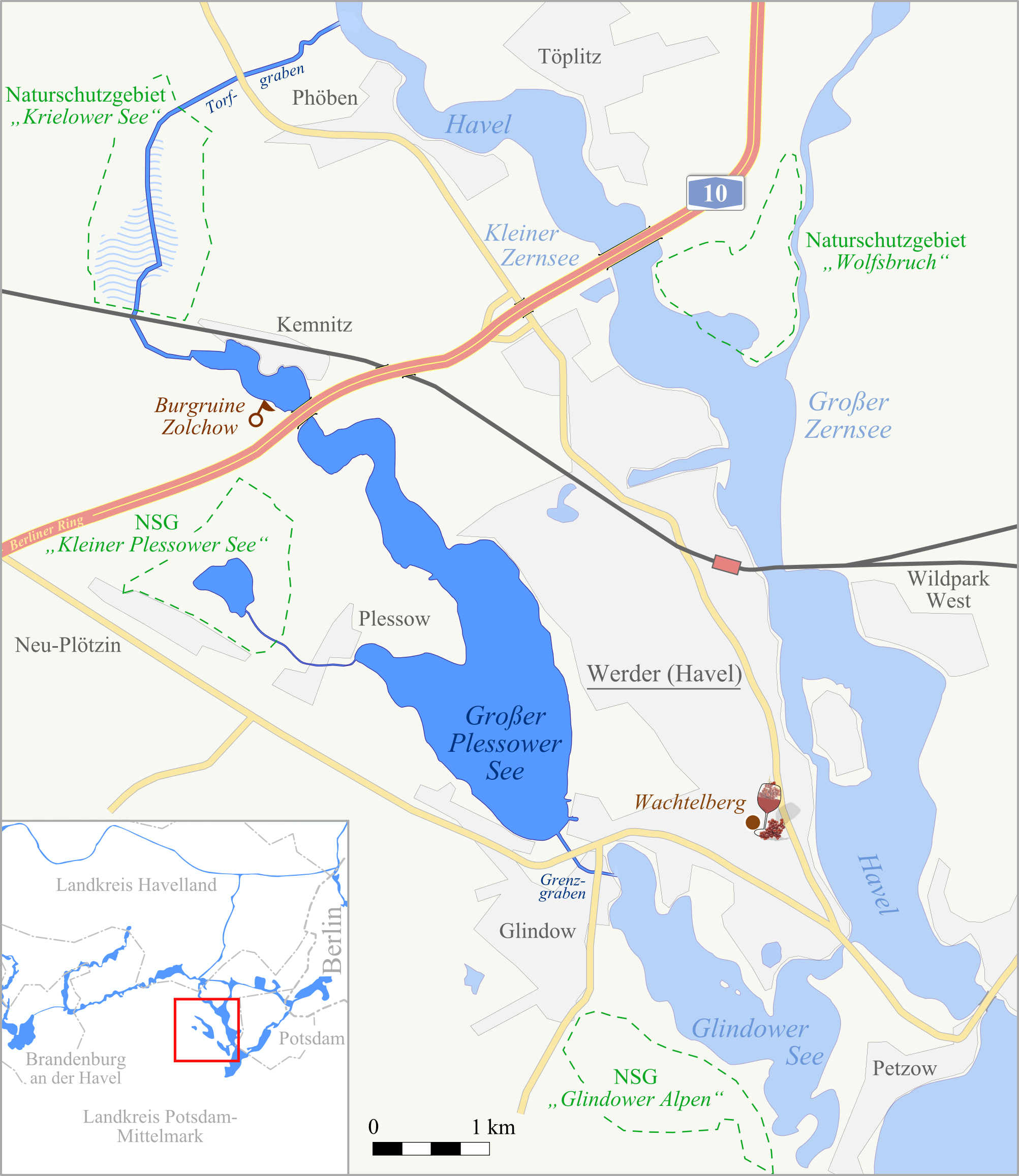
Lagekarte

Der Große Plessower See liegt westlich von Werder/Havel in einer Linie beginnend am Schwielowsee mit dem Petzower Haussee, dem Glindow-See und dem inzwischen verlandeten Krielower See in Richtung Schmergow fast parallel zur Havel. Er hat im Süden eine nicht immer Wasser führende grabenartige Verbindung mit dem Glindow-See. Dieser Graben wurde bereits vor siebenhundert Jahren zum Ableiten des Seehochwassers angelegt. Nordöstlich entwässert er seit 1777 zur Havel in der Nähe des Dorfes Phöben über den Torfgraben. Der schmale nördliche Seeabschnitt am Dorf Kemnitz wird von der A 10 überquert. Dort an der Autobahn befinden sich Ruinen der ehemaligen sogenannten Burg Zolchow. Westlich des Sees liegt das Dorf Plessow als Namensgeber für dieses Gewässer und der unzugängliche Kleine Plessower See. Im Süden, auf einer Landenge zwischen dem Glindow-See und dem Großen Plessower See verläuft die B 1 von Westen nach Osten.

## Geologie
Der Große Plessower See liegt in einer eiszeitlichen Rinne, die vor etwa 19.000 Jahren im Zuge des Weichselhochglazials entstand. Getrennt wird er von der Havel durch einen bis zu 70 Meter hohen Höhenzug, der aus Resten von Stauchmoränen besteht.

## Hydromorphologie

### Wassertiefen und Schichtung
Die durchschnittliche Wassertiefe des Sees beträgt 4,5 m und die tiefste Stelle wird mit 16 m angegeben. Der See wird als mesotroph und das Wasser als gering eutroph bezeichnet. Es ist ein Gewässer ohne Schichtung der Wassermassen in verschiedene Temperatur- bzw. Konvektionsebenen. Die Sichttiefen liegen auch im Sommer auf Grund des geringen Anteils an Phytoplankton bei zwei Meter.

### Der Seegrund
Der Seegrund ist überwiegend feinsandig bis grobkiesig. In einigen unmittelbaren und schwer zugänglichen Uferbereichen gibt es schlammige Ablagerungen durch verrotteten Pflanzeneintrag.

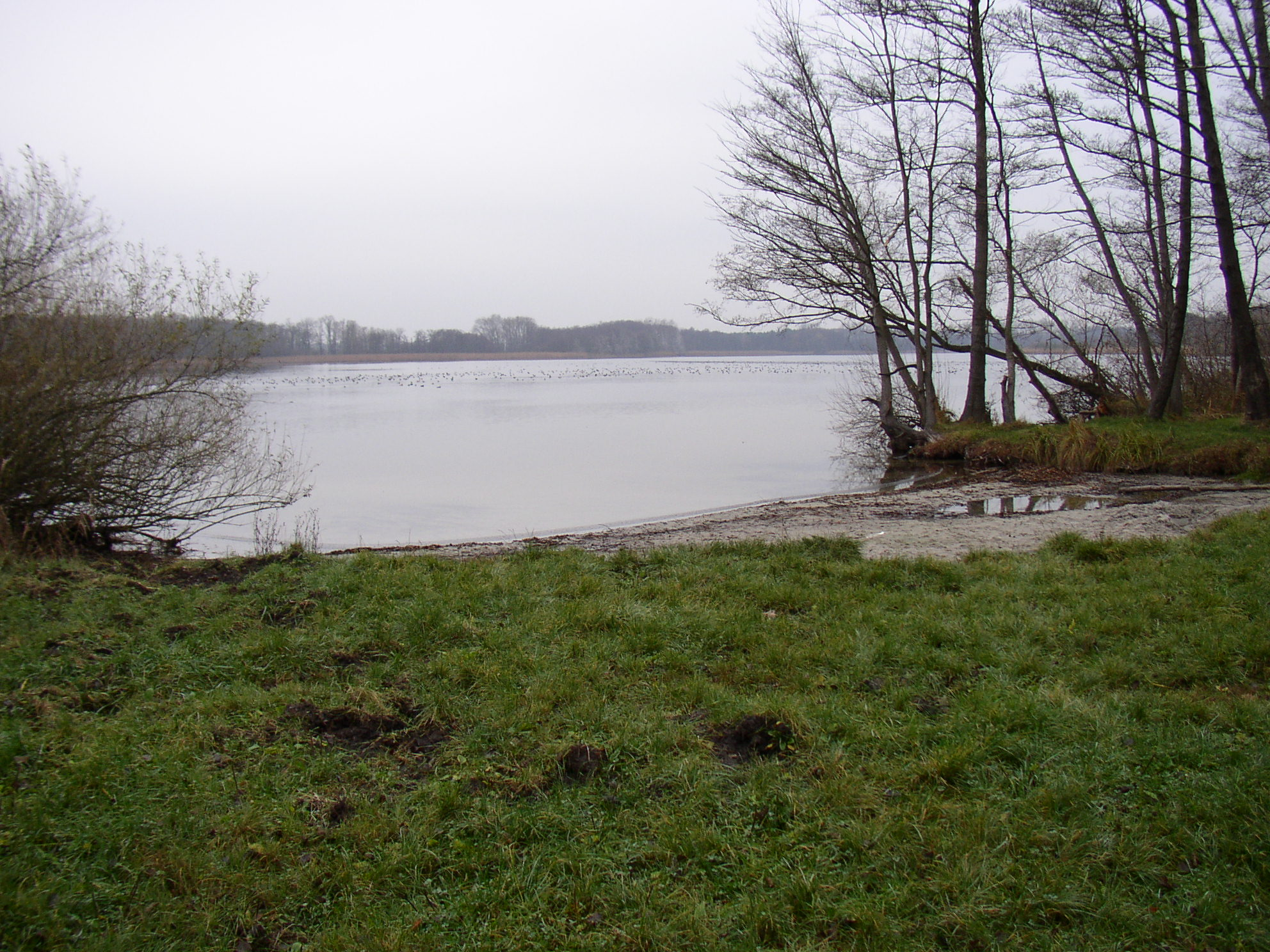
Kleine Badestelle

### Der Uferbereich / Pflanzen
Der See ist fast vollständig von Wald umgeben. Die östliche flach abfallende Seite wird von einem sumpfigen Schwarzerlenwald gesäumt. Seeseitig vorgelagert gibt es einen breiten Schilfrohrgürtel mit dichten Rohrkolbenbeständen und Binsenbewuchs (Cladium mariscus). Im flachen Wasser wächst Kalmus. Der Schilfgürtel hat jedoch in den letzten Jahren an Vitalität verloren. Es gibt nur wenige Zugänge zum See, die als Badestellen genutzt werden können. Weiter im Norden wird das Ufer höher und alte Eichen und Buchen wachsen bis unmittelbar an das Wasser. In den meisten Bereichen gibt es dort wegen des steil abfallenden Ufers keinen Schilfbestand. Die westliche Seite ist teilweise von Nadelbäumen bewachsen, die dort während der Herrschaft der Familie von Rochow angepflanzt wurden. In Seenähe gab es früher einen Weinberg, worauf ein Straßenname in Plessow heute noch hinweist.

## Tierwelt
Auf Grund der geringen Wassertiefe im Uferbereich und des vorhandenen Schilfgürtel gibt es ausreichende Laichzonen im See. Der See wird als fischreich beschrieben. Es kommen alle wichtigen mitteleuropäischen Fischarten im See vor, wie Bleie (Brassen), Plötzen, Rotfedern, Schleie, Güster, Barsche, Zander, Hechte, Welse und Aale. Als Hauptvertreter der Lurche ist der Teichfrosch zu nennen. Ringelnattern sind verbreitet. Als häufigste Wasservögel sind die Blessrallen und der Haubentaucher anzutreffen. Höckerschwäne und Stockenten leben auf dem See. In den Wintermonaten bildet der See einen wichtigen Rastplatz für durchziehende Wasservögel. Der Plessower See dient vielen Zugvögeln wie Gänsesäger, Zwergsäger, Zwergtaucher und Schellenten als Rastgebiet. Gut zu beobachten sind Eisvögel. Silberreiher wurden in großer Anzahl gesichtet.

## Frühe Besiedlung
Im Wald von Kemnitz am nördlichen Seeufer in der Vogelsangheide befindet sich eine der größten Begräbnisstätten der Semnonen, mit über 1000 Fundstellen aus dem ersten bis vierten Jahrhundert unserer Zeitrechnung. Es wurden neben Waffen und römischen Metallgefäßen auch Gold und Silberschmuck gefunden. Um das Jahr 700 erreichten slawische Siedler, auch Wenden genannt, die fast leere Gegend zwischen dem Plessower See und der Havel. Durch die Vermischung der restlichen Germanen, welche die Havel Habula nannten, entstand im Neuhochdeutschen der Stammesname Heveller und somit der Flussname Havel.

## Ökologisches
Die Wasserqualität des Sees wird regelmäßig geprüft. Motor- und Segelboote sind auf dem See nicht erlaubt.

## Tourismus
An der Ostseite des Sees befindet sich das Strandbad Werder. Bis auf die Nutzung dessen sowie ein paar wenigen kleinen Badestellen durch die Einheimischen und der Tagesbesucher aus dem Umland und einem Ruderbootverleih eines Fischerhofes am Südende des Sees hat das Gewässer keine größere touristische Bedeutung.